# Stygga flickors klubb
Stygga flickors klubb (engelska: The Bad girls club) är en amerikansk dokusåpa som produceras av Oxygen Networks och hade premiär i USA den 6 december 2006. TV-serien följer sju kvinnor med olika psykologiska eller personliga problem under tiden att de flyttar ihop under fyra månader. 
Hittills har fem säsonger av dokusåpan producerats och i Sverige sänds den i kanalen TV11.